# Мейвуд (Нью-Джерсі)
Мейвуд (англ. Maywood) — місто (англ. borough) в США, в окрузі Берген штату Нью-Джерсі. Населення — 10 080 осіб (2020).

## Географія
Мейвуд розташований за координатами 40°54′10″ пн. ш. 74°3′48″ зх. д. / 40.90278° пн. ш. 74.06333° зх. д. (40.902885, -74.063457).  За даними Бюро перепису населення США в 2010 році місто мало площу 3,34 км², з яких 3,33 км² — суходіл та 0,00 км² — водойми.

## Демографія
Згідно з переписом 2010 року, у селищі мешкало 9555 осіб у 3649 домогосподарствах у складі 2592 родин. Було 3769 помешкань
Расовий склад населення:
| - 74,8 % — білих - 11,0 % — азіатів - 5,3 % — чорних або афроамериканців - 0,2 % — корінних американців - 6,2 % — осіб інших рас |

До двох чи більше рас належало 2,5 %. Частка іспаномовних становила 18,7 % від усіх жителів.
За віковим діапазоном населення розподілялося таким чином: 21,0 % — особи молодші 18 років, 63,3 % — особи у віці 18—64 років, 15,7 % — особи у віці 65 років та старші. Медіана віку мешканця становила 41,7 року. На 100 осіб жіночої статі у селищі припадало 90,4 чоловіків;  на 100 жінок у віці від 18 років та старших — 87,6 чоловіків також старших 18 років.
Середній дохід на одне домашнє господарство  становив 97 611 долар США (медіана — 81 339), а середній дохід на одну сім'ю — 107 299 доларів (медіана — 94 402). Медіана доходів становила 69 200 доларів для чоловіків та 49 917 доларів для жінок. За межею бідності перебувало 5,7 % осіб, у тому числі 4,6 % дітей у віці до 18 років та 10,5 % осіб у віці 65 років та старших.
Цивільне працевлаштоване населення становило 5130 осіб. Основні галузі зайнятості: освіта, охорона здоров'я та соціальна допомога — 23,3 %, роздрібна торгівля — 15,7 %, науковці, спеціалісти, менеджери — 11,7 %, виробництво — 9,5 %.